# 9770 Discovery
A 9770 Discovery (ideiglenes jelöléssel 1993 EE) a Naprendszer kisbolygóövében található aszteroida. Urata Takesi fedezte fel 1993. március 1-én.